# ناثانيال هيمور
ناثانيال هيمور (بالإنجليزية: Nathaniel Highmore)‏‏ (1613–1685) هو جراح بريطاني. وُلد في عام 1613، وتعلم في مدرسة شيربورن [الإنجليزية] وكلية الملكة بأكسفورد [الإنجليزية] وكلية الثالوث الأقدس. تُوفي في عام 1685، ودُفن هيمور في بورس كوندل [الإنجليزية] في دورست، حيث كان والده الكاهن المسؤول.

## الحياة المهنية
يُعرف ناثانيال هيمور لدراساته التشريحية، حيث نشر بحثًا حول التشريح البشري في عام 1651 وهي جديرةٌ بالملاحظة لدقتها ودقة كتابته للدورة الدموية. يُعرف خصوصًا لوصفه الجيب الفكي العلوي، والذي كان يشار إليه بشكلٍ شائع باسم جيب هَيمُور أو غارُ هَيمُور (بالإنجليزية: antrum of Highmore)‏. كما يُعرف أيضًا لوصفه الحاجز الصفني الذي يقسم كيس الصفن إلى قسمين يضم كل منهما خصية واحدة.